# Ana Lovrin
Ana Lovrin (née le 2 décembre 1953  à Zagreb, Croatie), est une femme politique croate. Ministre de la Justice depuis le 10 février 2006.
Elle est diplômée de la faculté de Droit de l'Université de Zagreb.
Elle est de 2001 à 2004, adjointe au maire de Zadar, maire de 2004 à 2005 puis conseillère municipale de 2005 à 2006. 
Elle est mariée et mère de quatre enfants. Elle parle couramment l'anglais.